# Géo Friley
 (mars 2013).
Si vous disposez d'ouvrages ou d'articles de référence ou si vous connaissez des sites web de qualité traitant du thème abordé ici, merci de compléter l'article en donnant les références utiles à sa vérifiabilité et en les liant à la section « Notes et références ».
Géo Friley, alias Whip, né Georges Frilley le 3 juin 1873 à Nogent-sur-Marne et mort le 8 novembre 1942 à Paris, est un journaliste français.
Géo Friley entre au Canard enchaîné en 1916. Il était dans le civil, auteur de discours destinés à l'inauguration des monuments aux morts à la préfecture de la Seine. Il exerçait donc une autre profession que celle de journaliste, représentatif d'une presse à la fois trop pauvre pour rétribuer à plein temps des collaborateurs professionnels et encore trop incertaine de sa spécificité pour avoir des corporatismes à l'entrée des rédactions. Il fut l'un des plus grands humoristes des années 1920 à 40.